# ゴールド・レイダース
『ゴールド・レイダース』（原題：Till there was you）は、1990年制作のオーストラリアとアメリカ合衆国の合作映画。上映時間は94分。
撮影監督として名高いジョン・シールが全体を監督したもので、撮影こそ担当していないとは言え、さすがに画造りは非凡である。
なお、同じ邦題の1951年作品（主演：三ばか大将、55分の中編）、および1987年作品（主演：ロバート・ギンティ）があるが、まったくの別作品である。

## 概要
二枚目俳優マーク・ハーモン主演の宝探し冒険映画だが、単なるアクション映画に終わらず、孤島の原住民に溶け込んで目的を果たしたりするところは類を見ない。また、ジョン・シール得意の空撮（例：『イングリッシュ・ペイシェント』の冒頭など）では、ここでも息を吞むような美しさを見せる。

## あらすじ
南太平洋の小島バヌアツに一人やって来たサックス・プレイヤーのフランク（マーク・ハーモン）。彼は兄を訪ねて来たのだった。しかし、兄はすでに殺されていることを知る。犯人を探そうとして兄の友人ビブことビバルディ（ジェローン・クラッベ）に会うが、彼は何も話そうとしない。途方にくれるフランクだが、やがてビブの妻・アンナ（デボラ・アンガー）が重大な情報をもたらす。兄とビブは、日本軍の残した金塊を探していた、というのだ。フランクはアンナの協力を得て、兄を殺した犯人と金塊を見つけるため、孤島の奥地のジャングルへと分け入って行く。

## スタッフ
- 監督：ジョン・シール
- 脚本：マイケル・トーマス
- 製作：ジム・マッケルロイ
- 撮影：ジェフリー・シンプソン
- 音楽：グレーム・レヴェル

## キャスト
- マーク・ハーモン……フランク（サックス・プレイヤー）
- デボラ・カーラ・アンガー……アンナ（ビブの妻）
- ジェローン・クラッベ……ビブことビバルディ（フランクの兄の友人）
- マーティン・ガーナー
- ジェーン・ブライアント
- グレゴリー・Ｔ・ダニエル
- テリー・デイヴィス